# Lannion
Lannion é uma comuna francesa na região administrativa da Bretanha, no departamento Côtes-d'Armor. Estende-se por uma área de 43,93 km². Em 2010 a comuna tinha 20 975 habitantes (densidade: 477,5 hab./km²).